# Kőkút, Somogy
Kőkút  este un sat în districtul Kaposvár, județul Somogy, Ungaria, având o populație de 587 de locuitori (2011). 

## Demografie
Componența etnică a satului Kőkút
     Maghiari (85,5%)
     Romi (13,66%)
     Germani (0,84%)
Componența confesională a satului Kőkút
     Romano-catolici (61,67%)
     Fără religie (16,87%)
     Reformați (5,79%)
     Necunoscută (14,82%)
     Luterani (0,85%)
     Alte religii (1,19%)
Conform recensământului din 2011, satul Kőkút avea 587 de locuitori. Din punct de vedere etnic, majoritatea locuitorilor (85,5%) erau maghiari, cu o minoritate de romi (13,66%).  Din punct de vedere confesional, majoritatea locuitorilor (61,67%) erau romano-catolici, existând și minorități de persoane fără religie (16,87%) și reformați (5,79%). Pentru 14,82% din locuitori nu este cunoscută apartenența confesională.